# Leimert Park (Los Ángeles)
Leimert Park es un distrito del sur de Los Ángeles, California, EE. UU.
Construido en los años 1920 como un ejemplo de una comunidad para trabajadores y los de la clase media, en los años 1970 y 1980 la zona sufrió un gran aumento del crimen y la violencia debido a los efectos de la decadencia urbana. Leimert Park se hizo muy conocido a nivel nacional a finales de la década de 1940 al haber sido el sitio donde se descubrió el cuerpo de Elizabeth Short, conocida de forma póstuma como La Dalia Negra, uno de los crímenes más famosos de Estados Unidos y que aún sigue sin resolverse. 
Hoy en día el nivel de crimen ha bajado bastante, pero todavía se sienten los efectos de la decadencia de los años anteriores.
Viven 4262 personas en el distrito, siendo la mayoría (91%) de origen afrodescendiente.